# Bassano (Alberta)

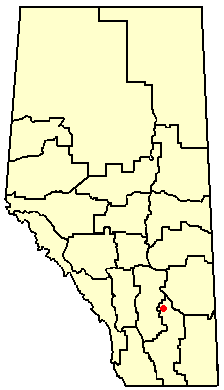

Bassano é uma cidade canadense da província de Alberta. Localiza-se ao leste de Calgary, tem uma população estimada de 1.320 habitantes e uma área de 5,15 km².